# Wokshop
Wokshop (Wok Shop ApS) er en dansk restaurantkæde og cateringvirksomhed. Kæden har januar 2023 11 restauranter i Danmark, de fleste i hovedstadsområdet. Hovedkvarteret er restauranten Wokshop Indre By i Ny Adelgade nummer 6. Kenneth Heske er direktør for virksomheden og eneste reelle ejer gennem holdingselskabet Wok Shop Holding Aps.
Den første restaurant åbnede i Ny Adelgade, mens anden restaurant åbnede på Østerbro i 2009 ved Melchiors Plads. Tredje filial åbnede den 27. december 2010 på Gammel Kongevej på hjørnet til Bülowsvej.
Restauranten på Melchiors Plads 3 måtte dog lukke i foråret 2013 efter en længerevarende strid med den lokale ejerforening om udsugning.
Kæden har specialiseret sig i det thailandske køkken og maden beskrives som
"frisklavet, aromatisk og spicy".
Da Adam Price anmeldte restauranten i 2006 var han specielt positiv over for retten phat thai.